# Internationale Zone van Tanger
De Internationale Zone van Tanger (Arabisch: منطقة طنجة الدولية (Manṭiqat Ṭanja ad-Dawlata), Frans: Zone Internationale de Tanger, Spaans: Zona Internacional de Tánger, Engels: Tangier International Zone) was van 1923 tot 1956 een uit 373 vierkante kilometer bestaande internationale zone met als kern de havenstad Tanger.

## Geschiedenis
De zone stond onder het gezamenlijk beheer van Frankrijk, Spanje en het Verenigd Koninkrijk (later kwamen daar Portugal, Italië, België, Nederland, Zweden en de Verenigde Staten bij). De stad bleef formeel onder de soevereiniteit verkeren van de sultan van Marokko (Marokko werd op zijn beurt bestuurd als protectoraat door Frankrijk). De Internationale Zone van Tanger bestond vanaf 1923 tot de overdracht aan Marokko op 29 oktober 1956. Tanger had als internationaal gedeelde stad haar bestaansrecht te danken aan de strategische ligging aan de Straat van Gibraltar.
De zone werd bestuurd op basis van het in 1925 in werking getreden Statuut van Tanger door een Administrateur en een Comité Controle waarin de deelnemende landen waren vertegenwoordigd. De Marokkaanse sultan was slechts in naam de soeverein en had alleen invloed op de Marokkaanse inwoners van de stad, die aan het Marokkaans recht gebonden waren. De Nederlander Henri van Vredenburch was van 1948 tot 1951 administrateur van Tanger. De laatste administrateurs van de Internationale Zone waren twee Belgen. Prins Étienne de Croÿ, prins van Croÿ-Roeulx bestuurde van 21 juni 1954 tot het einde van dat jaar. Diplomaat Robert van de Kerckhove d'Hallebast was de administrateur van 4 januari 1955 tot 5 juli 1956.
Tanger genoot grote internationale bekendheid als vestigingsplaats van schrijvers, waaronder Jan Jacob Slauerhoff, Paul Frederic Bowles en William Burroughs.